# Mesnilus plumosa
Mesnilus plumosa là một loài ruồi trong họ Tachinidae.